# Carolyn Dando
Carolyn Dando (* 28. April 1989 in Auckland City, Neuseeland) ist eine neuseeländische Schauspielerin und Sängerin.

## Leben
Dando trat bereits im Kindesalter öffentlich auf. Im Alter von 10 Jahren wurde sie, ohne vorher jemals aufgetreten zu sein, ausgewählt, um gemeinsam mit Suzanne Prentice bei einem World Vision-„Kids for Kids“-Konzert zu singen. Im folgenden Jahr hatte sie einen Solo-Auftritt vor mehreren hundert Schulkindern und ihren Eltern auf dem jährlichen regionalen Schulchorfestival mit Gästen wie dem Bürgermeister von Auckland City. Ihre Lehrer rieten ihr, ihr musikalisches Talent ausbilden zu lassen. Ab dem Alter von 14 Jahren erhielt sie klassischen Gesangs-, Musik- und Klavierunterricht. Sie studierte u. a. bei der ausgebildeten Sopranistin Gina Sanders und nahm an regionalen Gesangswettbewerben teil.
Ihre Schauspiellaufbahn begann in der High School; ihre erste Rolle hatte sie in einer Schulaufführung der Shakespeare-Komödie Ein Sommernachtstraum, in der sie im 2. Akt eine Elfe im Dialog mit der Figur des Puck spielte. Sie wurde Mitglied des Schultheatergruppe und schloss sich später auch dem örtlichen Theaterclub an. 2006 stand sie in einer Produktion des Musicals Godspell auf Bühne; 2007 spielte sie am Papakura Theatre die Rolle der Tochter Elsie in Noël Cowards Theaterstück Fumed Oak.
Ihre erste professionelle Rolle als Schauspielerin erhielt sie in dem US-amerikanischen Fernsehfilm Fatal Contact: Vogelgrippe in Amerika (2006), in dem sie Lauren Connelly, die Tochter eines amerikanischen Geschäftsmanns spielte, der sich auf einer Geschäftsreise nach China mit einem tödlichen Vogelgrippe-Virus infiziert und unwissentlichen die Krankheit in die Vereinigten Staaten einschleppt. In der US-amerikanischen Serie Legend of the Seeker – Das Schwert der Wahrheit war sie 2009 in einer Episodenrolle zu sehen; sie spielte Veta, eine Angehörige eines Stammes von Heilern. 2010 spielte sie in der neuseeländischen Seifenoper Shortland Street eine Episodenrolle als Penny, die versucht, den Tod ihres Vaters zu rächen, der starb, als sie noch ein Kind war.
Ihre bisher wichtigste Rolle spielte sie in Peter Jacksons Filmdrama In meinem Himmel (2009), wo sie die Außenseiterin Ruth Connors, eine Klassenkameradin der Hauptfigur Susie,  verkörperte, eine unkonventionelle Figur mit Interesse für Kunst und einem Hang zum Übernatürlichen.
Zwischen 2007 und 2010 besuchte sie mehrere Gesangs- und Schauspielworkshops. Von 2009 bis 2012 studierte sie Schauspiel und Tanz in ihrer Geburtsstadt Auckland. Dando, die außerdem als Model arbeitet, lebt in Auckland.

## Filmografie
- 2006: Fatal Contact: Vogelgrippe in Amerika (Fatal Contact: Bird Flu in America; Fernsehfilm)
- 2009: In meinem Himmel (The Lovely Bones)
- 2009: Legend of the Seeker – Das Schwert der Wahrheit (Legend of the Seeker; Fernsehserie)
- 2010: Shortland Street (Fernsehserie)
- 2011: Nothing Trivial (Fernsehserie)
- 2012: Girl vs. Boy (Fernsehserie)
- 2013: The Blue Rose (Fernsehserie)
- 2014: White Lies (Kurzfilm)
- 2015: The Monster of Mangatiti (TV-Dokufilm)
- 2015: Power Rangers Dino Charge (Fernsehserie)
- 2016: The Shannara Chronicles (Fernsehserie)